# Кометная пыль
Кометная пыль — космическая пыль кометного происхождения. Изучение кометной пыли может дать информацию о времени формирования комет, а следовательно, о  времени формирования Солнечной системы. В частности, долгопериодические кометы большую часть времени находятся далеко от Солнца, где температура среды слишком низкая, чтобы происходило испарение. Лишь приближаясь к Солнцу и теплу, комета высвобождает доступные для наблюдений и исследований газ и пыль. Кометные пылинки становятся видимыми благодаря рассеянию ими солнечного излучения. Также некоторая часть солнечной энергии поглощается и излучается в инфракрасном диапазоне. Яркость отражающей поверхности (каковой является пылинка) пропорциональна её освещённости и отражательной способности. А освещённость от точечного или сферически симметричного источника (которым является Солнце) меняется обратно пропорционально квадрату расстояния от него. Если предположить сферичность пылинки, количество отраженного света зависит от поперечного сечения проекции формы пылевой частицы, а следовательно, пропорциональна квадрату её радиуса.

## Докосмические исследования
И. Ньютон предполагал, что комета состоит из твёрдого ядра, которое светит отражённым солнечным светом, и хвоста, образованного паром, выделяющимся из ядра. Эта идея оказалась правильной, но физическую природу комет обсуждали в течение почти трёх веков. В XIX веке итальянский астроном Д. Скиапарелли высказал предположение об общем происхождении метеоров и комет; затем профессор Тэт опубликовал свою теорию строения комет, в которой он считал комету состоящей из множества камней или метеоров, которые частично освещены Солнцем, а частично — излучают свет самостоятельно в результате многочисленных столкновений между собой.
Первым весомым шагом в исследовании динамики кометной пыли была работа Ф. Бесселя, посвящённая изучению морфологии комы кометы Галлея во время её появления в 1835 году. В этой работе Бессель ввёл концепцию репульсивной (отталкивающей) силы, направленной от Солнца. В конце XIX века русский учёный Ф. Бредихин ввёл понятия, которые и до сих пор часто применяют в исследованиях формирования пылевого хвоста кометы: синдинамы (геометрическое место всех пылинок с одинаковыми значениями β, которые испускаются непрерывно с нулевой относительно ядра скоростью) и синхроны (геометрическое место пылинок, которые были выброшены из кометы в одно время). На рубеже XIX и XX столетий репульсивная сила была идентифицирована и принята научным сообществом как давление солнечного излучения.
В 1950 году Уиппл предложил модель ядра кометы как смеси льдов с вкраплёнными частицами метеорного вещества (теория «грязного снежка»). В частности, согласно ей, пылевые частицы выбрасываются из кометного ядра и ускоряются до своих установившихся скоростей под действием газа, скорость выброса которого значительно больше. Устоявшаяся скорость достигается тогда, когда пыль и газ становятся динамично отделёнными. Первые решения проблем пылегазодинамики предложил Пробстин. По его подсчётам, устоявшаяся скорость достигается на расстоянии примерно 20 радиусов ядра, а значение скорости при температуре газа 200 К составляет 0,36—0,74 км/с.

## Космические исследования
Становление космической эры дало возможность исследовать кометы за пределами земной атмосферы. Так, в 1986 году был отправлен целый ряд космических аппаратов к комете Галлея. Исследования, выполненные космическими аппаратами, показали, что пылевые частицы были преимущественно силикатами, но также были пойманы пылевые частицы, которые состояли почти полностью из органического материала (скомпонованы из атомов водорода, углерода, азота и кислорода). Большое количество мелких пылинок с радиусами меньше 0,1 мкм, которые можно видеть с помощью наземных наблюдений, также были обнаружены на месте измерений. Масс-спектрометр ПУМА, который находился на борту аппарата Вега-1, обнаружил, что соотношение органического и силикатного компонентов пыли в комете Галлея примерно равно единице, то есть Mor/Msi=1. Сообщали, что минеральные пылинки тяжелее, чем органические, они видны ближе к ядру. Ни одна из выявленных во время исследования кометы Галлея пылевых частиц не состояла из одного единственного минерала. Замеры потоков пыли во время прохождения космических аппаратов вблизи ядер комет 1P/Галлея («Джотто») и 81P/Вильда 2 («Стардаст») показали наличие частиц, которые распространяются в очень широком диапазоне размеров, которые имеют эквивалентные радиусы от нанометров до миллиметров и распределены приблизительно по степенному закону n(a)=aγ (a — радиус пылинки) с индексом, γ от −2 до −4, в зависимости от размеров пылинок и их расположения в коме кометы. Крайне редко, вскоре после прохождения кометой перигелия, можно наблюдать антихвосты, направленные в сторону Солнца (с точки зрения наблюдателя). Они содержат только тяжелые частицы, обычно 0,01—0,1 см. Интерес к кометам прикован и в 2014 году во время исследования кометы 67P/Чурюмова — Герасименко (в том числе химического состава) космическим аппаратом Розетта.

## Состав кометной пыли
Пыльно-ледяной конгломерат на значительных расстояниях от Солнца складывается из силикатного вещества, органики и льда, а их отношение (по массе) составляет примерно 1:1:1.
Кометная пыль является неоднородной смесью кристаллических и аморфных (стеклообразных) силикатов (наиболее распространенными являются форстерит (Mg2SiO4) и энстатит (MgSiO3), оливин (Mg, Mn, Fe)2[SiO4]) и пироксены (группа минералов подкласса цепочечных силикатов), органических огнеупорных материалов (из элементов H, C, O и N), незначительного количества оксидов, а также других составляющих, таких как сульфид железа. Наиболее интересный результат, полученный в исследованиях кометы 81P/Вильда 2, — выявление огнеупорных кальций-алюминиевых включений, аналогичных тем, которые содержатся в примитивных метеоритах.
Гринберг и Хейдж осуществили моделирование пылевой комы кометы Галлея. Одним из результатов моделирования является полученная авторами физическая величина, которая называется пористостью, P. P=1-Vsolid/Vtotal. Здесь Vsolid — объём твердого материала внутри пористого агрегата, Vtotal — общий его объём. Полученное значение пористости составляет P=0,93 — 0,975. О большой пористости кометного пылевого материала свидетельствуют также полученные учёными плотности ядер различных комет, а также наблюдаемые плотности микрометеоров. Поскольку пылевые агрегаты являются очень пористыми, не удивительно, что часть из них распадается, то есть фрагментирует. Комби осуществил моделирование изофотов ПЗС-изображений кометы Галлея и пришёл к выводу, что большую роль в формировании пылевой комы кометы Галлея играет фрагментация. Для объяснения быстрого роста пылевых потоков за короткий промежуток времени в коме кометы Галлея Симпсон и другие также предложили явление фрагментации пыли. Конно и соавторы в качестве возможных источников для фрагментации назвали тепловой стресс и процесс ускорения пыли. Механизмом, ответственным за фрагментацию, также может быть действие электростатических сил на хрупкие пылинки с малым пределом прочности на разрыв и/или испарение CHON-агрегатов.

## Движение пыли
После высвобождения из ядра кометы, динамично не отделенный нейтральный газ и пыль формируют кому. И уже за несколько десятков кометных радиусов от поверхности пыль динамично отделяется от газа и формирует пылевой хвост. Искривление пылевого хвоста в направлении, противоположном движению кометы, происходит благодаря сохранению момента импульса. Тяжёлые пылинки ввиду малого давления солнечного излучения остаются на орбите кометы, а те, что слишком тяжелые, чтобы преодолеть сравнительно небольшую силу притяжения от ядра кометы, падают обратно, на поверхность, становясь частью тугоплавкой мантии. Газ в коме быстро, в течение часов, диссоциирует и ионизируется, ионы под действием солнечного ветра формируют ионный хвост, который занимает пространственно другое положение, чем пылевой хвост, однако, рядом с комой эти хвосты перекрываются, образуя пылевую плазму (ионизированный газ, содержащий частицы пыли, размером от десятков нанометров до сотен микрон).
Путём анализа движения пылевых образований в комах комет учёными найдено значение установившейся скорости пылинок. Так, на гелиоцентрических расстояниях примерно 1 а. е. значения скоростей для кометы 109P/Свифта — Туттля и для кометы 1P/Галлея лежит в пределах 0,4—0,5 км/с. Преодолев путь через пылевой хвост, пылевые частицы попадают в межпланетную среду, и часть из них вновь становится видимой в виде зодиакального света, а некоторая часть выпадает на поверхность планеты Земля. Кометная пыль потенциально могла быть источником наиболее раннего органического материала, который привёл к зарождению жизни на Земле.
Кометная пыль движется преимущественно под воздействием двух сил: солнечной гравитации и давления солнечного излучения. Ускорение, вызванное давлением солнечного излучения (FR), в целом принято измерять в единицах ускорения, вызванного солнечной гравитацией (FG) на том же расстоянии. Выражение для этой безразмерной величины, β = FR/FG имеет такой вид: β = 0,57 Qpr/ρa, где, ρ — плотность пылинки, выраженная в граммах на кубический сантиметр, a — радиус пылинки, в микрометрах, Qpr — эффективность радиационного давления, которое зависит от размера, формы и оптических характеристик пылинки. Для кометной пыли эффективность радиационного давления обычно порядка единицы. Если построить зависимость β от радиуса частицы, то максимальное значение β для разных материалов, имеющихся в хвосте кометы, достигается при значениях радиуса, лежащих в диапазоне 0,1—0,2 мкм. Следовательно, для частиц a ≥ 0,2 мкм, Qpr остаётся примерно неизменным, а значение β пропорционально a−1.
Вопросу влияния наэлектризованности пылевых частиц на их движение благодаря взаимодействию с межпланетным магнитным полем уделяли внимание в частности Уоллис и Хасан, а также Гораний и Мендис. Они пришли к выводу, что ускорение, вызванное силой Лоренца для частиц a = 0,3 мкм незначительно, для частиц a = 0,1 мкм сравнимо с силой давления солнечного излучения, а для частиц с a ≤ 0,03 мкм оно преобладает. Секанина пишет, что значение потенциалов обычно составляет всего несколько вольт на расстояниях более 2·105 км от ядра кометы. В общем, кометная пыль получает или теряет заряд под действием следующих основных эффектов: присоединение электронов и ионов плазмы, что наиболее эффективно при низких температурах плазмы; вторичная электронная эмиссия, которая эффективна при более высоких температурах плазмы (> 105 К); потеря электрического заряда из-за фотоэлектрического эффекта, что играет важную роль в плазме низкой плотности (<103 см−3).